# Valentino Solmi
Valentino Solmi (Bologna, 1810 – Bologna, 1866) è stato un pittore e scenografo italiano.

## Biografia
Valentino Solmi studiò all'Accademia di belle arti di Bologna, dove in seguito divenne docente di Prospettiva e Scenografia succedendo al suo mentore Francesco Cocchi. A Odessa ricoprì la carica di pittore di Decorazione e professore di Disegno all'Imperiale Collegio Richelieu. Continuò a insegnare sino alla morte, avvenuta per suicidio.
Tra le mostre nazionali e internazionali a cui partecipò si ricordano le Protettrici del 1854 e del 1865, le Esposizioni universali di Vienna del 1873, di Londra del 1874 e di Filadelfia del 1876. Fu anche scenografo e decoratore, collaborando con il Teatro comunale di Bologna dal 1849 al 1871 ed eseguendo nel 1857 alcuni lavori presso la Sala Mezzofanti della Biblioteca comunale dell'Archiginnasio, nonché al Teatro Brunetti (oggi Teatro Duse).
Il suo lascito comprende diverse vedute, tra le quali la Porta laterale della chiesa dell'Ara Coeli a Roma e la Veduta laterale di moschea a Costantinopoli, entrambe conservate presso la Pinacoteca nazionale di Bologna. Il Paesaggio orientale è invece conservato al Museo civico del Risorgimento.
Alcuni suoi allievi furono Emanuele Brugnoli, Enea Monti, Silvio Gordini ed Ermenegildo Giorgi.